# Norra Björkfjärdens naturreservat (del i Uppsala län)
Norra Björkfjärdens naturreservat är uppdelad utefter länsgränsen, där denna del är ett naturreservat i Enköpings kommun i Uppsala län. Delen i Stockholms län beskrivs i artikeln Norra Björkfjärdens naturreservat (del i Stockholms län) och helheten beskrivs i artikeln Norra Björkfjärdens naturreservat
Denna del är naturskyddat sedan 1968 och är 296 hektar stort. 